# (4768) Hartley
(4768) Hartley est un astéroïde de la ceinture principale.

## Description
(4768) Hartley est un astéroïde de la ceinture principale. Il fut découvert le 11 août 1988 à Siding Spring par Andrew J. Noymer. Il présente une orbite caractérisée par un demi-grand axe de 3,17 UA, une excentricité de 0,24 et une inclinaison de 20,1° par rapport à l'écliptique.

## Compléments